# Baccaurea bracteata
Baccaurea bracteata är en emblikaväxtart som beskrevs av Johannes Müller Argoviensis. Baccaurea bracteata ingår i släktet Baccaurea och familjen emblikaväxter. Inga underarter finns listade i Catalogue of Life.